# Campionati africani di atletica leggera 2016 - Salto con l'asta maschile
La specialità del salto con l'asta maschile ai Campionati africani di atletica leggera di Durban 2016 si è svolta il 25 giugno 2016 al Kings Park Stadium.

## Podio
| Oro     | Hichem Khalil Cherabi Algeria |
| Argento | Mohamed Romdhana Tunisia      |
| Bronzo  | Jordan Yamoah Ghana           |

## Programma
| Data           | Ora | Evento |
| -------------- | --- | ------ |
| 25 giugno 2016 | ?   | Finale |

## Risultati

### Finale
| Class   | Atleta                | Nazione   | Risultato | Note |
| ------- | --------------------- | --------- | --------- | ---- |
| Oro     | Hichem Khalil Cherabi | Algeria   | 5.30      |      |
| Argento | Mohamed Romdhana      | Tunisia   | 5.20      |      |
| Bronzo  | Jordan Yamoah         | Ghana     | 5.00      |      |
| 4       | Heinrich Smit         | Sudafrica | 4.80      |      |
| N.D.    | Eben Beukes           | Sudafrica | nm        |      |
| N.D.    | Samson Basha          | Etiopia   | nm        |      |
| N.D.    | Michael Cilliers      | Sudafrica | dns       |      |